# Långnosad mangust
Långnosad mangust (Herpestes naso) är en däggdjursart som beskrevs av de Winton 1901. Herpestes naso ingår i släktet Herpestes och familjen manguster. IUCN kategoriserar arten globalt som livskraftig. Inga underarter finns listade.
Djuret är enligt molekylärgenetiska undersökningar närmare släkt med träskmangust (Atilax paludinosus) än med andra medlemmar av släktet Herpestes och listas därför i några avhandlingar i ett eget släkte, Xenogale.

## Utseende
Honor är med en kroppslängd (huvud och bål) av 40 till 58 cm, en svanslängd av 32 till 42,5 cm och en vikt av 2 till 3,4 kg lite mindre än hannar. Individer av hankön har en 43 till 61 cm lång kropp (huvud och bål), en lika lång svans och en vikt av 2 till 4,5 kg. Bakfötterna är cirka 10 cm långa och öronen är 2,5 till 4 cm stora. Som namnet antyder har arten en långsträckt nos. Ovansidan är täckt av lång och lite styv päls som är spräcklig svartbrun med några inblandade gula eller orange hår. I ansiktet förekommer mer ljusa streck än på bålen och undersidan är lite ljusare. Näsans nakna spets är svart. Dessutom kännetecknas huvudet av bruna ögon samt av runda låg sittande öron. På svansen förekommer långa svarta hår. Liksom hos träskmangusten finns lite simhud mellan bakfötternas fem tår. Tårna är utrustade med långa klor. Arten har i varje käkhalva 3 framtänder, 1 hörntand, 4 premolarer och 2 molarer.

## Utbredning
Denna mangust förekommer i centrala Afrika från södra Nigeria till östra Kongo-Kinshasa och norra Angola. Arten vistas där nära vattendrag eller i träskmarker. Regionen är täckt av skog med tät undervegetation.

## Ekologi
Arten lever vanligen ensam när honan inte är brunstig men ibland observeras par. Individerna är dagaktiva och de äter främst landlevande ryggradslösa djur och mindre däggdjur. Födan kompletteras med groddjur, ödlor, fiskar, kräftdjur och frukter samt bär. I sällsynta fall har långnosad mangust större byten som blå dykare (Cephalophus monticola) som kan väga upp till 5 kg. Ibland äter mangusten snäckor. Det hårda skalet bryts genom att kasta snäckan mot en klippa.
Honan kan föda upp till tre ungar per kull. Ungar observerades mellan mars och maj. Cirka sju månader efter födelsen blir ungarna självständiga.